# إثبات الحصة
إثبات الحصة (PoS) أو برهان الحصة (بالإنجليزية: Proof of stake) هي بروتوكولات من فئة التوافق الخاصة بشبكات سلسلة الكتل التي تعمل عن طريق اختيار المدققين بما يتناسب مع كمية مقتنياتهم من العملة المعماة المرتبطة، وأول استخدام فعال لها للعملات المعماة كان في عملة بيركوين في عام 2012، وهي أكثر كفاءة في استخدام الطاقة، على عكس آلية إثبات العمل الأكثر إستهلاك للطاقة.
تحقق إثبات الحصة هذا من خلال مطالبة المدققين بالحصول على كمية معينة من رموز سلاسل الكتل، مما يتطلب من المهاجمين المحتملين الحصول على جزء كبير من الرموز المميزة على سلسلة الكتل لشن هجوم. وبعبارة أخرى لتوضيح العملية، إن الشخص الذي يمتلك 1٪ من العملة سيولد 1٪ من جميع كتل عملات إثبات الحصة.

## المتغيرات

### الاختلافات في تعريف الحصة
يختلف التعريف الدقيق لمصطلح «الحصة» من التنفيذ إلى التنفيذ، على سبيل المثال تستخدم بعض العملات المشفرة مفهوم «عمر العملة»، وهو نتاج عدد الرموز مع مقدار الوقت الذي احتفظ به المستخدم الواحد، بدلاً من مجرد عدد الرموز، لتحديد حصة المدقق.

### تفويض إثبات الحصة
تفصل أنظمة إثبات الحصة المفوَّض (DPoS) بين أدوار أصحاب المصلحة والمدققين، من خلال السماح لأصحاب المصلحة بتفويض دور التحقق.

## التطبيقات
كان أول تطبيق فعال لإثبات الحصة هو بيركوين، الذي تم تقديمه في عام 2012. وتبعتها العملات المشفرة الأخرى، مثل بلاك كوين وإن إكس تي وكاردانو. أكبر سلاسل الكتل لإثبات الحصة من حيث القيمة السوقية في عام 2021 كانت كاردانو وأفالانش وبولكادوت وسولانا، وتشمل أيضًا المنصات الأخرى ترون وإي أو إس وألجوراند وتيزوس.
كانت هناك مقترحات متكررة لـ إيثريوم للتبديل من آلية إثبات العمل إلى إثبات الحصة. وأعلنت مؤسسة إيثريوم في أبريل 2021 أنها تخطط للتحول إلى نظام إثبات الحصة بحلول نهاية عام 2021. لكن تم تأجيله في بداية عام 2022.

## المخاوف

### الحماية
جادل النقاد بأن إثبات الحصة أقل أمانًا مقارنة بإثبات العمل.

### المركزية
جادل النقاد بأن إثبات الحصة من المرجح أن يؤدي إلى جعل سلسلة العملة المشفرة أكثر مركزية مقارنة بإثبات العمل، لأن النظام يفضل المستخدمين الذين لديهم كمية كبيرة من العملات المعماة، وهذا له تأثير كبير على إدارة وتوجيه سلسلة الكتل.

## استهلاك الطاقة
اجرت جامعة لندن دراسة في 2021 حول استهلاك الطاقة من قبل إثبات الحصة واثبات العمل فوجدت ان أنظمة اثبات العمل أكثر استهلاكًا للطاقة، وآلية إثبات الحصة أكثر كفاءة في استخدام الطاقة.
دعا نائب رئيس هيئة الأوراق المالية والأسواق الأوروبية إيريك تيدين في يناير 2022 الاتحاد الأوروبي إلى حظر نموذج إثبات العمل لصالح نموذج إثبات الحصة نظرًا لانخفاض انبعاثات الطاقة.